# Lentinan
Lentinan je beta-glukan sa glikozidnim β-1,3:β-1,6 vezama. On je antitumorni polisaharid iz šitake (Lentinula edodes) pečurke. Lentinan je polisaharid sa molekulskom težinom od oko 500.000 Da. Japanska farmaceutska kompanija Ajinomoto je razvila lek Lentinan, koji se intravenozno dozira kao agens protiv kancera.
Lentinan je jedan od lekova protiv kancera za koji je pokazano da utiče na odbrambeni imunski sistem domaćina.
Klinička israživanja na obolelima od raka su ukazala na vezu između lentinana i povišenog stepena perživljavanja, poboljšanog kvaliteta života, i umanjene ponovne pojave  kancera.

## Literatura
- Chihara, G. et al. ”Fractionation and purification of the polysaccharides with marked antitumor activity, especially lentinan, from Lentinus edodes (Berk.) Sing. (an edible mushroom)”, Cancer Research (1970),30  (11):  2776–2781.
- Ina, K. et al. “Lentinan prolonged survival in patients with gastric cancer receiving S-1-based chemotherapy”, World Journal of Clinical Oncology (2011),2  (10):  339–343.

## Spoljašnje veze
- [http://www.drugs.com/npp/lentinan.html